# 운암중학교 (경기)
운암중학교(雲岩中學校)는 대한민국 경기도 오산시 원동에 있는 공립 중학교이다.

## 학교 연혁
- 1998년 7월 1일 : 운암중학교 설립인가(30학급)
- 1999년 2월 28일 : 운암중학교 1차 건물 완공
- 1999년 3월 1일 : 초대 박치구 교장 취임
- 1999년 3월 3일 : 제1회 입학식(3학급)
- 2004년 3월 1일 : 경기도화성교육청지정 수준별 이동수업 시범학교 운영
- 2006년 3월 1일 : 경기도교육청지정 봉사활동 시범학교 운영
- 2013년 3월 4일 : 특수학급 설치
- 2016년 3월 2일 : 혁신공감학교 운영
- 2023년 1월 10일 : 제24회 졸업식(7학급 236명)
- 2023년 3월 2일 : 제25회 입학식(7학급 243명)
- 2023년 9월 1일 : 제13대 심상정 교장 취임

## 참고 자료
- 운암중학교 - 한국교육학술정보원 학교알리미